# 裂稃雀麦
裂稃雀麦（学名：Bromus tytthanthus）为禾本科雀麦属下的一个种。

## 扩展阅读
- 維基物種上的相關：裂稃雀麦